# 거대 쌍안 망원경

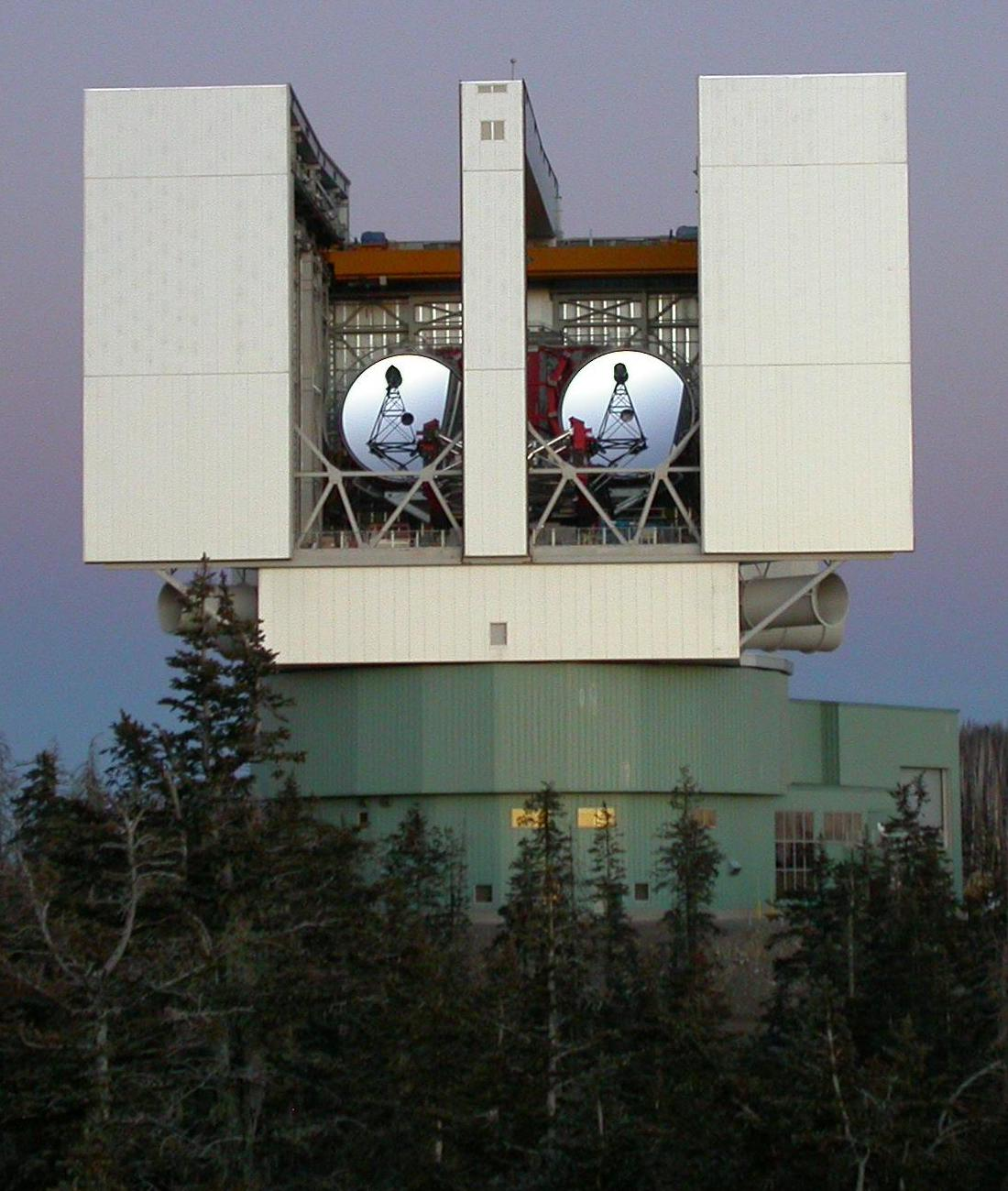
거대 쌍안 망원경

거대 쌍안 망원경(Large Binocular Telescope, LBT)은 미국 애리조나주 남동부의 피날레노 산맥에 있는 해발 3,300m(10,700피트) 그레이엄 산에 위치한 천문학용 광학 망원경이다. 그레이엄 산 국제 천문대의 일부이다.
중앙이 14.4m 떨어져 있는 8.4m(330인치) 너비의 거울을 모두 사용할 때 LBT는 11.8m(464인치) 너비의 단일 원형 망원경과 동일한 집광 능력과 22.8m(897인치)의 해상도를 갖는다.
LBT 거울은 개별적으로 서부 텍사스의 하비-에버리 망원경에 이어 북미 대륙에서 두 번째로 큰 공동 광학 망원경이다. 광학 망원경 중 가장 큰 단일체 또는 비분할 거울을 가지고 있다.
LBT는 적외선 H 대역에서 60~90%, 적외선 M 대역에서 95%의 스트렐(strehl) 비율을 달성했다.

## 같이 보기
- 초대형 망원경
- 가시광선 및 적외선 파장 천문간섭계 목록
- 그레이엄 산 국제 천문대
- 새포드 (애리조나주)